# بال‌توری‌ریختان
بال‌توری‌ریختان (نام علمی: Blephariceromorpha) نام یک فروراسته از زیرراسته نخ‌شاخان است.